# Get Right Witcha
Get Right Witcha – песня американского хип-хоп-трио Migos, выпущенная в составе альбома «Culture» 27 января 2017 года на лейблах Quality Control и 300 Entertainment.

## Видеоклип
Видеоклип был изначально выпущен на YouTube-канале WorldStarHipHop 6 апреля 2017 года, но на официальный канал Migos клип был загружен только 3 мая 2017 года.

## Чарты
| Чарт (2017)                           | Высшая позиция |
| ------------------------------------- | -------------- |
| Канада (Billboard Canadian Hot 100)   | 55             |
| США (Billboard Hot 100)               | 72             |
| США (Billboard Hot R&B/Hip-Hop Songs) | 29             |
| США (Billboard Hot Rap Songs)         | 19             |

## Сертификации
| Регион                                                                      | Сертификация | Продажи |
| --------------------------------------------------------------------------- | ------------ | ------- |
| США (RIAA)                                                                  | Золотой      | 500 000 |
| Данные о продажах + прослушиваниях приведены только на основе сертификации. |              |         |